# Кожанова, Ирина Андреевна
Ирина Андреевна Кожанова (род. 6 июля 1987, Смоленск) — российский политик, член Совета Федерации (с 2021 по 2023).

## Биография
Родилась 6 июля 1987 года в Смоленске, в 2009 году окончила Смоленскую государственную академию физической культуры, спорта и туризма, в 2010 году там же — аспирантуру. В 2004—2014 годах состояла на тренерской работе по спортивной гимнастике в смоленской детско-юношеской школе олимпийского резерва № 4,
в 2011—2015 годах преподавала на кафедре теории и методики гимнастики в своей alma mater.
Является членом ЛДПР, с 2014 по 2018 год работала помощником депутата Государственной думы Ярослава Нилова по работе в Смоленской области на постоянной основе. С 2015 по 2018 год являлась депутатом Смоленского городского совета пятого созыва на непостоянной основе, с 10 октября 2018 года — депутат Смоленской областной думы. 21 октября 2021 года избрана представителем законодательного органа государственной власти региона в Совете Федерации вместо Сергея Леонова, который победил на выборах в Государственную думу. Кандидатуру Ирины Кожановой поддержали 28 депутатов областной думы, а её соперника, коммуниста Андрея Шапошникова — 11.
Находится под персональными международными международными санкциями разных стран. С 9 марта 2022 года находится под санкциями всех стран Европейского союза. С 15 марта 2022 года находится под санкциями Великобритании. С 30 сентября 2022 года находится под санкциями Соединенных Штатов Америки. С 23 марта 2022 года находится под санкциями Канады. С 16 марта 2022 года находится под санкциями Швейцарии. С 21 апреля 2022 года находится под санкциями Австралии. Указом президента Украины Владимира Зеленского от 7 сентября 2022 находится под санкциями Украины. С 3 мая 2022 года находится под санкциями Новой Зеландии.

С избранием нового состава Смоленской областной думы и в связи с истечением своих полномочий, осенью 2023 года покинула Совет Федерации, а позже вышла из ЛДПР, т.к. не получила никаких партийных должностей. 